# 東郷重位
東郷 重位（とうごう ちゅうい / しげかた）は、戦国時代から江戸時代前期にかけての武将・剣豪。島津氏（薩摩藩）の家臣。示現流剣術の流祖。通称は藤兵衛、のち長門守、和泉守、越前守、肥前守を名乗った。諱の重位は、示現流では口伝では「ちゅうい」とする。

## 経歴
永禄4年（1561年）、瀬戸口重為の三男として誕生した。瀬戸口氏は北薩の土豪・東郷氏の遠戚にあたり、同時代の史料には瀬戸口藤兵衛または瀬戸口肥前守の名で記されることがある。天正年間に兄の重治とともに東郷氏嫡家17代目東郷重虎の許可をもらい、東郷氏に復した。なお、外孫で古示現流開祖の種子島時貞の系図『種子島氏支族美座対馬守時里二男国上氏系図』（「伊地知季安著作集三」の『諸家系図文書四』の史料）では「東郷肥前重信」と表記されている。
若い頃はタイ捨流を学んだ。薩摩国の大名・島津氏に仕え、天正6年（1578年）11月の大友氏との戦いである高城合戦が初陣で薬丸兼成を親分として、首級をあげる。天正15年（1587年）、島津氏が豊臣秀吉の前に敗北し、重位は島津義久に従って上洛する。目的は内職のため金細工の修行をするためといわれるが、天寧寺の僧・善吉に出会い、彼の剣術（天真正自顕流）に開眼、修行後に薩摩へ帰国する。天正17年（1589年）、国分郷の鳥越に帰り、天真正自顕流にタイ捨流の技術を組み合わせて独自の創意工夫を加えていった。
庄内の乱の勃発した慶長4年（1599年）頃には島津家中内に既に大勢の門人をかかえていた。やがてその名声が島津忠恒に聞こえるところとなり、慶長9年（1604年）、忠恒の御前試合でタイ捨流の剣術師範を破り、島津家兵法師範となる。なお、このとき逆上した忠恒に斬りかかられたが、丸腰の重位はとっさに腰に差していた扇子で忠恒の手を打ち据えて刀をかわしたという逸話も伝わる。その後、南浦文之により「示現流」という流派名を命名される。
「慶長15年9月22日 九満崎御宮作ニ付すすめ日記」に「同（真米）壱升 東郷長門守殿」とある。
きわめて礼儀正しく、物事を荒立てない人格者であったといわれ、薩摩藩家老から島津家内部の密事に関わる相談事を受けることも多々あった。後に薩摩藩密貿易の拠点ともいわれた坊泊郷（現在の南さつま市坊津町）の地頭となったところからみても、剣術だけの人物でなかったことは確かである。また、「坊郷地頭職就任時に鹿児島城下に宅地2反3畦17部半を賜る」と「平姓東郷氏支族系図」にあり、地頭就任時に国分を去ったと推測される。また、重位の石高は400石。島津忠恒ははじめ1000石を授けようとしたが、重位は思うところあって600石を返還している。隠居後、100石を与えられた。
寛永20年（1643年）死去。享年83。墓所は現在鹿児島市の草牟田墓地にある。

## 東郷重位の登場する作品
小説
- 「薩南示現流」（津本陽）

漫画
- 「薩南示現流」（とみ新蔵）
- 「修羅の刻」（川原正敏）
- 「新・子連れ狼」（小池一夫・森秀樹）
- 「テンカイチ 日本最強武芸者決定戦」（中丸洋介・あずま京太郎）

テレビドラマ
- 「柳生新陰流」（演：伊達正三郎）

ゲーム
- 「剣豪3」
- 「戦国大戦」（声：弦徳）
- 「太閤立志伝IV」